# Polythlipta liquidalis
Polythlipta liquidalis là một loài bướm đêm trong họ Crambidae.